# Sunshine Superman
Az 1966-os Sunshine Superman Donovan harmadik nagylemeze. Az album nevét Donovan egy korábbi slágeréről kapta. Szerepel az 1001 lemez, amit hallanod kell, mielőtt meghalsz című könyvben.

## Az album dalai

### Eredeti kiadás
| 1. | Sunshine Superman            | Donovan Leitch | 3:15 |
| 2. | Legend of a Girl Child Linda | Donovan Leitch | 6:50 |
| 3. | Three King Fishers           | Donovan Leitch | 3:16 |
| 4. | Ferris Wheel                 | Donovan Leitch | 4:12 |
| 5. | Bert's Blues                 | Donovan Leitch | 4:00 |

| 1. | Season of the Witch | Donovan Leitch | 4:56 |
| 2. | The Trip            | Donovan Leitch | 4:34 |
| 3. | Guinevere           | Donovan Leitch | 3:41 |
| 4. | The Fat Angel       | Donovan Leitch | 4:11 |
| 5. | Celeste             | Donovan Leitch | 4:08 |

### 2005-ös EMI kiadás bónuszdalai
|     | Cím                        | Szerző(k)      | Hossz |
| --- | -------------------------- | -------------- | ----- |
| 11. | Breezes of Patchulie       | Donovan Leitch | 4:35  |
| 12. | Museum                     | Donovan Leitch | 2:52  |
| 13. | Superlungs                 | Donovan Leitch | 3:17  |
| 14. | Land of Doesn't Have to Be | Donovan Leitch | 2:42  |
| 15. | Sunshine Superman          | Donovan Leitch | 4:44  |
| 16. | Good Trip                  | Donovan Leitch | 1:37  |
| 17. | House of Jansch            | Donovan Leitch | 3:47  |

## Kiadások
| Ország             | Dátum             | Kiadó                | Formátum | Katalógusszám    | Megjegyzés                                       |
| ------------------ | ----------------- | -------------------- | -------- | ---------------- | ------------------------------------------------ |
| USA                | 1990. október 5.  | Epic Records         | CD       | EK 26217         | -                                                |
| Egyesült Királyság | 1994. október 24. | EMI                  | CD       | 7243 8 30867 2 6 | A Four Donovan Originals box set első lemezeként |
| -                  | 1996. október 7.  | EMI                  | CD       | CDGOLD1066       | az amerikai változat új kiadása                  |
| UK                 | 1998. március 12. | Beat Goes On Records | CD       | BG0CD 68         | a brit változat új kiadása                       |
| UK                 | 2005. május 24.   | EMI                  | CD       | 8735662          | az amerikai változat új kiadása hét bónuszdallal |

## Közreműködők
- Donovan – ének és akusztikus gitár
- Bobby Ray – basszusgitár
- "Fast" Eddy Hoh – dobok
- Shawn Phillips – szitár